# Deportationen af det danske politi
Deportationen af det danske politi (af tyskerne kaldt Aktion Möwe) er en af milepælene i den tyske besættelse af Danmark under 2. verdenskrig.

## Baggrund
Den 9. april 1940 besluttede politikerne, at dansk politi skulle samarbejde med de tyske besættelsestropper.
Den 12. maj 1944 stillede Werner Best krav om, at det danske politi overtog bevogtningen af 57 specifikke virksomheder på grund af den voksende sabotage. Hvis man fra dansk side nægtede, ville det danske politi blive reduceret til 3.000 mand. Departementschefen i udenrigsministeriet, Nils Svenningsen, mente, at man fra dansk side burde imødekomme kravet.
Der var dog modstand bl.a. fra politiets organisationer. Det blev et nej, hvilket blev meddelt Werner Best 6. juni 1944. Herefter stolede den tyske besættelsesmagt endnu mindre på det danske politi.

## 19. september 1944
Storbyernes politikorps blev arresteret den 19. september 1944 og deporteret til Tyskland. Politivagten ved Amalienborg, der havde beskyttet kongen, efter at Livgarden var afvæbnet den 29. august 1943, forsvarede sig så resolut, at tyskerne meddelte, at det "havde været en misforståelse", da de ville internere vagtmandskabet. På dansk side blev to politifolk og palæforvalteren i Det Gule Palæ såret, mens 20 tyskere blev dræbt og 40 såret. Blandt de dræbte var SS-Oberscharführer Fritz Himmel fra Petergruppen. Skader fra tysk kanonild kan stadig ses ved slottet, hvor der i 1952 blev opsat en mindeplade.
Den danske politistyrke var på 10.000 mand. Heraf blev 1.960 fanget i forbindelse med aktionen; mange blev advaret, da aflytningscentralen i Helsingør havde opsnappet planerne om arrestationerne nogle dage i forvejen.
I første omgang blev de tilfangetagne anbragt i kz-lejren Neuengamme ved Hamborg, men senere skulle de overføres til Stutthof. Den længste tid sad politifolkene dog i lejren Buchenwald. De danske politifolk blev overført fra Neuengamme til Buchenwald i to grupper, henholdsvis den 29. september 1944 og 6. oktober 1944.

## De danske myndigheders pres
Udenrigsministeriet med Nils Svenningsen i spidsen forhandlede med de tyske myndigheder om redning af danske kz-fanger. Der blev etableret transporter med Røde Kors-pakker fra slutningen af september 1944. Der blev indgået en aftale, der muliggjorde hjemtransport af ca. 200 syge politifolk fra Buchenwald den 8. december 1944.
På grund af de danske myndigheders pres fik de godt 1.900 danske politifolk efter godt to måneder i koncentrationslejren Buchenwald status som krigsfanger. Det var en forbedring af politifolkenes forhold. Mens de indsatte i en koncentrationslejr er retsløse, er der internationale konventioner for krigsfanger. Efter at have forladt Buchenwald den 16. december 1944 kom 1.604 af de danske politifolk til krigsfangelejren i Mühlberg/Elbe og blev udstationeret på flere arbejdskommandoer.
Samtidigt med det danske departementschefsstyres forhandlinger med tyskerne var den svenske grev Folke Bernadotte i gang med sin aktion, for at få alle skandinaviske kz-fanger til Sverige.
Hjemførslerne fra de tyske lejre fortsatte til befrielsen den 5. maj 1945. I marts og april 1945 blev 10.000 danske og norske fanger hjemført fra Tyskland. Hovedparten af de deporterede danske politifolk kom med transporterne fra Tyskland. I en periode sad nogle af de hjemvendte politifolk i Frøslevlejren.

## Dødsfald blandt de deporterede politifolk
Afhængigt af kilden døde 81 og 90 politifolk under opholdet i de tyske lejre. En kilde angiver, at 81 af de danske politifolk døde under opholdet i Tyskland. Det tal er uden dem, der døde efter kz-opholdet, men som følge af sygdomme fra opholdet.
Dødeligheden blandt de danske politifolk blev formindsket, efter at politifolkene forlod Buchenwald. Af de ca. 90 døde politifolk i Tyskland, døde de ca. 60 i Buchenwald.
En del af de deporterede politifolk døde i Danmark af sygdomme, de havde fået i Tyskland. Jf. en opgørelse fra 1968 er 131 politifolk døde af følgerne efter 5. maj 1945.

## Ekstern kilde/henvisning
- Politimuseet Arkiveret 13. juni 2019 hos  Wayback Machine
- Besættelsessamlingen, webudstilling om 1940-45 Arkiveret 24. november 2009 hos  Wayback Machine